# Бурятгражданпроект
Открытое акционерное общество Бурятгражданпроект — проектный институт, ведущий свою деятельность в Бурятии.

## История
1 ноября 1940 года постановлением Совнаркома Бурят-Монгольской АССР была образована проектная контора «Бурстройпроект». В конторе работали 20 сотрудников. Контора в разные годы называлась «Бурмонголпроект» и «Бур-проект». Во время Великой Отечественной войны «Бурстройпроект» проектировал перевод промышленных предприятий на выпуск военной продукции, а также: школы, гостиницы, общежития под эвакогоспитали и т. д.
26 июня 1964 года Решением Совета Министров РСФСР проектная контора «Бурпроект» была преобразована в Проектный институт гражданского строительства, планировки и застройки городов и поселков — ПИ «Бурятгражданпроект». В 1967 году было построено новое здание института на 400 рабочих мест.
В 1997 году «Бурятгражданпроект» прошёл процедуру акционирования.

## Деятельность
- проектирование жилых, общественных, производственных зданий и сооружений;
- разработка градостроительной документации;
- обследование технического состояния зданий и сооружений;
- разработка проектов усиления несущих конструкций зданий в условиях сейсмичности 7 баллов и более;
- проектирование инженерных сетей и систем;
- разработка проектов реставрации и реконструкции объектов культурного наследия;
- выполнение инженерно-геодезических изысканий.

## Основные проекты

### В Улан-Удэ
Здание Геологоуправления на площади Советов, Дом радио, Дом политпросвещения, здание Союза художников, жилые дома на проспекте Победы, ул. Куйбышева и Ленина, гостиница «Баргузин», здание АТС (ул. Ленина), больница ВСЖД, административные здания Октябрьского, Железнодорожного и Советского районов города Улан-Удэ, кинотеатр «Прогресс», Дворец пионеров, здание аэровокзала, комплекс зданий Бурятского государственного педагогического института им. Д. Банзарова, кинотеатр «Дружба», гостиница «Гэсэр», мемориал воинам, павшим в годы войны (пр. Победы), универмаг «Юбилейный» и другие.

### В Бурятии
Дома культуры в Заиграево, Хоринск, Баргузин. Православные церкви в городах Бабушкин и Петровск-Забайкальский в Читинской области. Школы Северобайкальске, пос. Орешкова, с. Сухая, Кяхта.

## Известные сотрудники
- Вампилов,  Андрей Романович
- Минерт, Людвиг Карлович